# 大沢村 (岩手県)
大沢村（おおさわむら）は、昭和30年（1955年）まで岩手県下閉伊郡にあった村。現在の山田町大沢にあたる。

## 沿革
- 明治22年（1889年）4月1日 - 町村制施行にともない、旧来の東閉伊郡大沢村単独で村制施行。
- 1897年（明治30年）4月1日 - 郡の統合により北閉伊郡・中閉伊郡・東閉伊郡が合併して下閉伊郡が発足[1]。下閉伊郡大沢村となる。
- 昭和30年（1955年）3月1日 - 山田町・織笠村・豊間根村・船越村と合併し、新制の山田町となる。

## 行政

### 歴代村長
| 代 | 氏名         | 就任                       | 退任                       | 備考 |
| -- | ------------ | -------------------------- | -------------------------- | ---- |
| 1  | 桐ヶ窪信五郎 | 明治22年（1889年）         | 明治25年（1892年）         |      |
| 2  | 潮田武       | 明治26年（1893年）         | 明治28年（1895年）         |      |
| 3  | 藤原熊吉     | 明治28年（1895年）         | 明治29年（1896年）6月      |      |
| 4  | 千代川幸八   | 明治29年（1896年）         | 明治30年（1897年）4月      |      |
| 5  | 遠山則之     | 明治30年（1897年）         | 明治33年（1900年）1月      |      |
| 6  | 摂待治一     | 明治33年（1900年）2月5日   | 明治37年（1904年）2月4日   |      |
| 7  | 中野健次郎   | 明治37年（1904年）4月5日   | 明治38年（1905年）11月6日  |      |
| 8  | 竹内宗永     | 明治38年（1905年）11月7日  | 明治41年（1908年）7月6日   |      |
| 9  | 佐々木順     | 明治41年（1908年）7月7日   | 明治45年（1912年）7月6日   |      |
| 10 | 伊藤孫三郎   | 明治45年（1912年）7月7日   | 大正5年（1916年）7月6日    |      |
| 11 | 伊藤元助     | 大正5年（1916年）7月7日    | 大正5年（1916年）9月9日    |      |
| 12 | 大川啓五郎   | 大正5年（1916年）9月10日   | 大正13年（1924年）10月9日  |      |
| 13 | 佐々木三枝   | 大正13年（1924年）11月6日  | 昭和7年（1932年）11月5日   |      |
| 14 | 大久保喜重治 | 昭和7年（1932年）11月6日   | 昭和15年（1940年）11月30日 |      |
| 15 | 佐々木清蔵   | 昭和15年（1940年）12月1日  | 昭和21年（1946年）11月25日 |      |
| 16 | 千代川岩松   | 昭和21年（1946年）11月26日 | 昭和22年（1947年）4月7日   |      |
| 17 | 鈴木宗八     | 昭和22年（1947年）4月8日   | 昭和30年（1955年）2月28日  |      |